# Siljengojaureh (Frostvikens socken, Jämtland, 721460-143988)
Siljengojaureh är en sjö i Strömsunds kommun i Jämtland och ingår i Ångermanälvens huvudavrinningsområde.